# The Public Domain Review
The Public Domain Review é um jornal online mantido pela Open Knowledge Foundation.